# Chutes de Shawinigan
Les chutes de Shawinigan sont des chutes d'eau situées sur la rivière Saint-Maurice à Shawinigan. D'une hauteur de 50 mètres, leurs dénivellations ont servi à la construction de cinq centrales hydroélectriques.

## Toponymie
Le toponyme Shawinigan est apparu vers 1800. Il était orthographié de multiples façons (Chaouinigane, Oshaouinigane, Assaouinigane, Achawénégan, Chawinigame, Shawenigane, Chaouénigane, Shawinigan(e) ) avant de se stabiliser sous sa forme actuelle par l'achat des chutes et des terrains adjacents par la Shawinigan Water and Power Company en 1898. Le nom a originellement été donné à une petite langue de terre sur le Saint-Maurice, pour ensuite désigner les chutes, la baie que forme le Saint-Maurice en aval, la rivière, le lac et le canton. Quant à la signification du nom il est généralement interprété comme étant le portage du sud; portage aux hêtres; portage anguleux; crête ou sommet de la côte. En abénaqui, la ville se dénomme Azawanigan, ce qui signifie «portage en pente ».